# Nabil Schaath

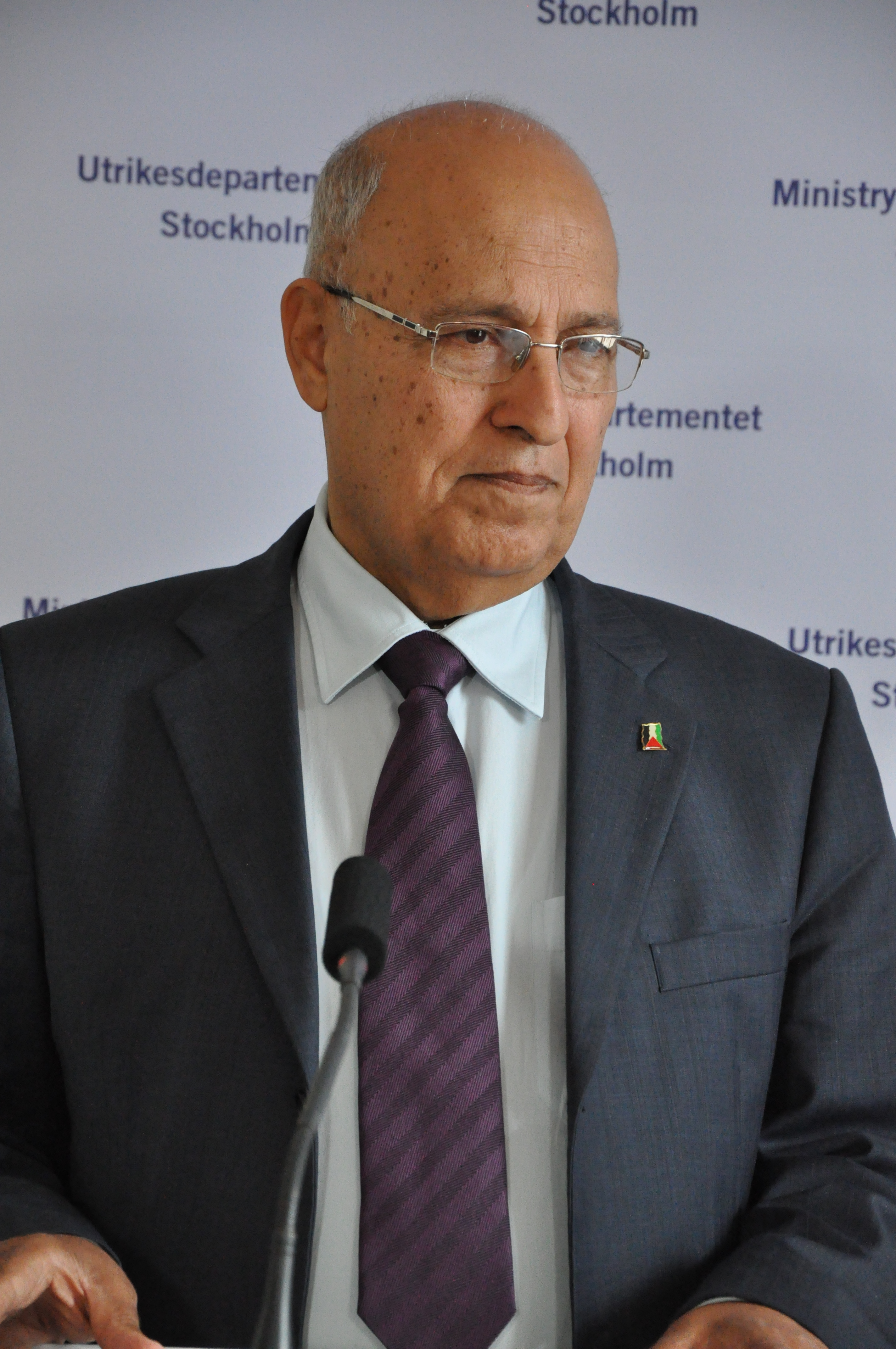
Nabil Schaath (2010)

Nabil Schaath (arabisch نبيل شعث; * 9. August 1938 in Safed, Britisches Mandatsgebiet Palästina, heute Israel) ist ein palästinensischer Politiker (Fatah). Er war Planungsminister, Außenminister, stellvertretender Ministerpräsident und Informationsminister der palästinensischen Autonomiebehörde. Außerdem fungierte er als Unterhändler der palästinensischen Autonomiebehörde und gilt neben dem Israeli Jossi Beilin als Wegbereiter der Oslo-Abkommen.

## Leben
Nabil Schaath wurde 1938 geboren und wuchs in der Stadt Jaffa auf, die heute Teil von Tel Aviv-Jaffa ist. Er studierte Finanzwesen und Wirtschaftswesen an der Universität in Alexandria und an der Wharton School der University of Pennsylvania, wo er auch promovierte. Dort lehrte er auch von 1961 bis 1965. Anschließend ging Schaath nach Kairo. Im Jahr 1965 zog er in den Libanon und lehrte an der American University in Beirut. Außerdem arbeitete er in einigen arabischen Staaten in der Privatwirtschaft.
Im Jahr 1970 wurde er Mitglied de PLO und ab 1971 Berater der Fatah. Von 1971 bis 1981 war er Leiter des Planungszentrums der PLO und gilt als einer der wichtigsten Vertreter der Idee eines demokratischen Palästinenserstaates. Im Jahr 1974 begleitete er Arafat bei der ersten Delegation bei den Vereinten Nationen und leitete diese.
Im März 1990 wurde Schaath Mitglied des Zentralkomitees der Fatah. Schaath war Mitglied der palästinensischen Delegation bei der Madrider Konferenz und spielte ein Schlüsselrolle im Friedensprozess von Oslo: Er traf Jossi Sarid im Juli 1993 zur Vorbereitung der Unterzeichnung der Gaza-Jericho-Abkommens. Schaath schrieb außerdem den Entwurf der Grundsatzerklärung zum Osloer Abkommen. Außerdem war er Chefunterhändler der PLO bei den Gesprächen in Taba, die im Abkommen von Taba mündeten. Zudem war er Mitglied des palästinensischen Legislativrats.
Ab 1994 war Schaath Minister für Planung und Internationale Zusammenarbeit in der neuen Autonomiebehörde der Palästinenser. Im Jahr 2003 wurde er Außenminister in der neuen Regierung unter Ministerpräsident Mahmud Abbas. Zwei Jahre später wurde Schaath stellvertretender Ministerpräsident und Informationsminister im Kabinett der palästinensischen Autonomiebehörde unter Ahmad Qurai. Am 15. Dezember 2005 wurde Schaath amtierender Ministerpräsident, nachdem Qurai seinen Rücktritt eingereicht hatte, den Arafat neun Tage später aber ablehnte. Am 26. Januar 2006 trat die Regierung zurück, nachdem die Hamas die Wahlen gewonnen hatte. Nabil Schaath wurde Berater des nach Arafats Tod neu gewählten palästinensischen Präsidenten Abbas.